# Церковь Петра и Павла (Киев)
Церковь Петра и Павла — ныне не сохранившаяся православная церковь в городе Киеве (район Куренёвка). Построена в 1905 году и снесена в июле 1987 года.

## История
Деревянный храм был построен в 1759 году на средства киевского мещанина Кондратия Бушук. В 1811 году был заложен каменный фундамент. В 1902 году по проекту архитектора Николая Казанского началось возведение нового каменного Петропавловского храма и колокольни. Строительство было завершено в 1905 году. (В то же время были разобраны два предыдущих временных храма.)